# Ectropis abraxaria
Ectropis abraxaria là một loài bướm đêm trong họ Geometridae.